# NGC 307
NGC 307 é uma galáxia lenticular (S0) localizada na direcção da constelação de Cetus. Possui uma declinação de -01° 46' 20" e uma ascensão recta de 0 horas, 56 minutos e 32,5 segundos.
A galáxia NGC 307 foi descoberta em 6 de Setembro de 1831 por John Herschel.